# چونگچی (دهانه)
چونگچی یک دهانه برخوردی در ماه‌ است.